# Železniční trať Lapovo–Kraljevo

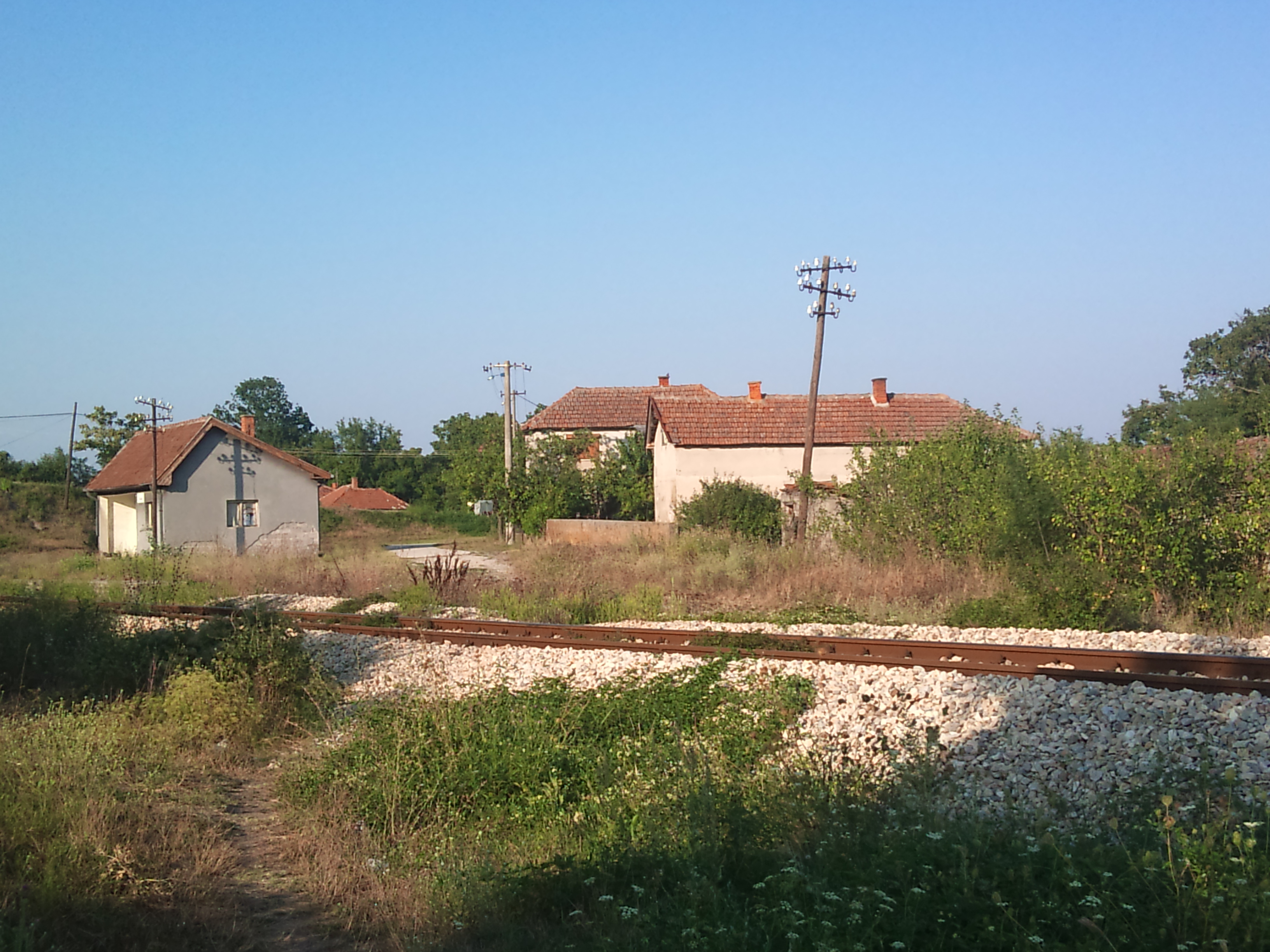
Trať u vesnice Gradac.

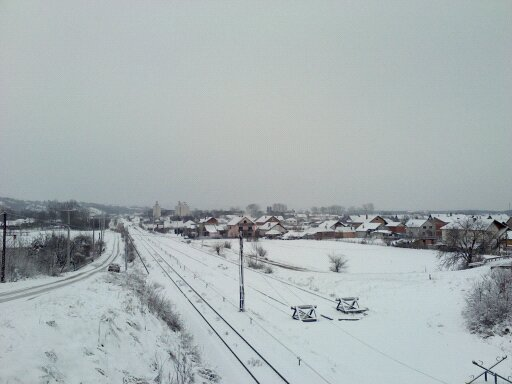
Trať u obce Batočina.

Železniční trať Lapovo–Kraljevo (srbsky Железничка пруга Лапово–Краљево/Železnička pruga Lapovo–Kraljevo) se nachází v centrálním Srbsku. Zajišťuje napojení města Kraljevo a Kragujevac na páteřní trať Bělehrad–Niš. Dlouhá je 84,7 km. 
Železniční trať zajišťuje kromě přepravy cestujících i dopravu aut z továrny Zastava (dnes FIAT) na odbytiště v Evropě.
Na trati se nachází jeden tunel v blízkosti vesnice Goločelo. Severní část trasy je vedena údolím řeky Lepenac. 

## Historie
První část trati v úseku Lapovo̠–Kragujevac o délce 29,2 km byla slavnostně otevřena dne 18. března 1887 jako v pořadí šestá otevřená železniční trať na území Srbska. 
Rozhodnutí o výstavbě druhé části trati, která by spojila Kragujevac s Kraljevem, padlo na půdě národní skupštiny (parlamentu) v roce 1893. Následovalo trasování stavby. Financování pro trať, která pokračovala až do města Užice, bylo zajištěno za pomocí smíšené srbsko-francouzské společnosti v roce 1912 a výstavba zahájena roku 1914. Stavební práce však přerušila první světová válka. Nakonec byl provoz na celé trati zahájen až 22. prosince 1929.
Po roce 1990 se vinou nedostatečných investic do infrastruktury zhoršil technický stav trati a cestovní rychlost byla snížena na 40 km/h.
V roce 2015 padlo rozhodnutí o elektrifikaci jednokolejné trati. Dle územního plánu města Kragujevac má být navíc nádraží přesunuto mimo centrum města.

## Stanice
- Lapovo
- Batočina
- Kragujevac
- Dragobrača
- Knić-Ribes
- Kraljevo